# 回回暦

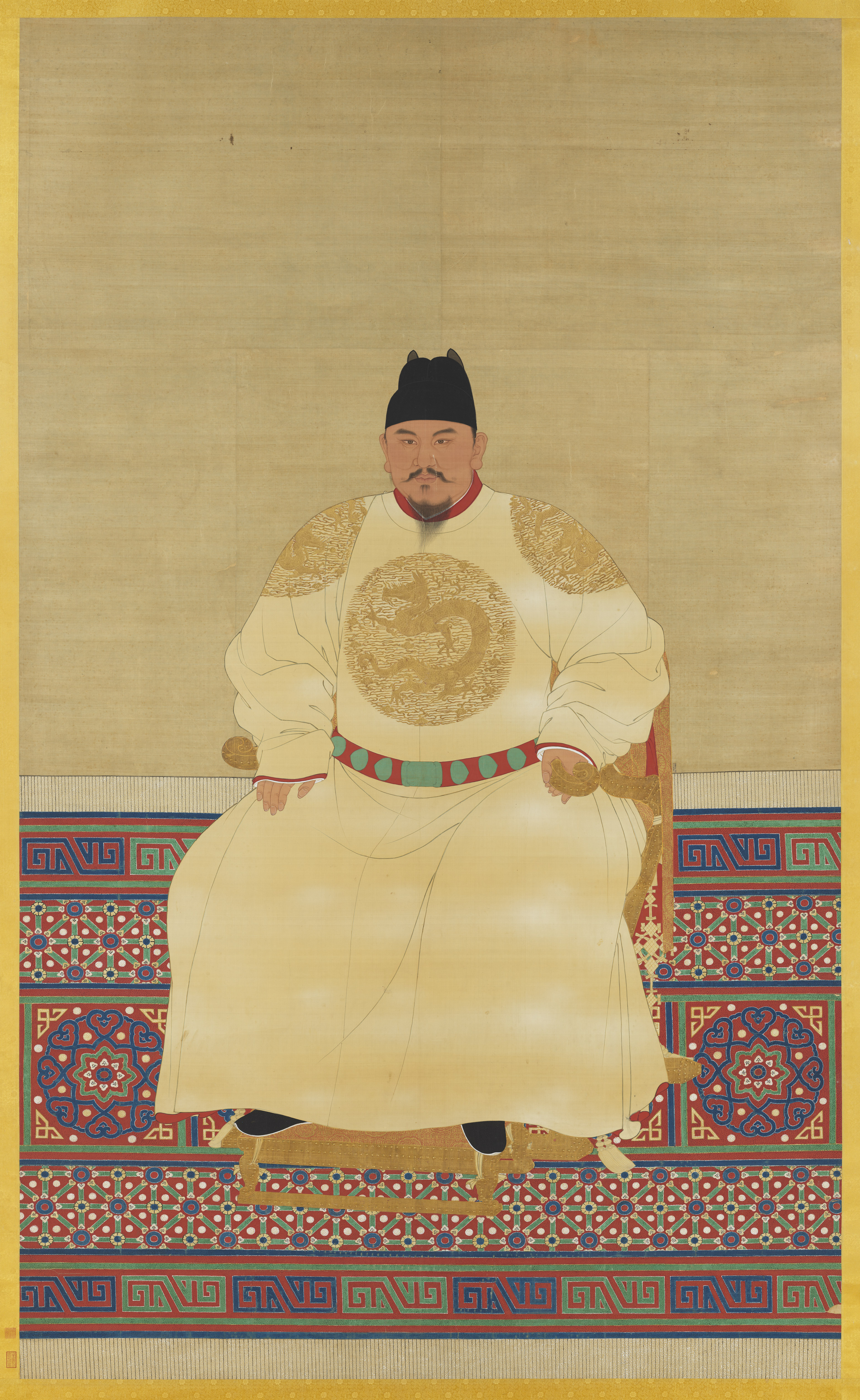
洪武帝（1368年 - 1398年に統治）の肖像画

回回暦（繁体字中国語: 回回歷法、簡体字中国語: 回回历法、拼音: Huíhuí Lìfǎ）とは、14世紀末期の明の時から18世紀初頭にかけて中国全体で出版された、 天文表の組であった。その表は、Zij（イスラーム天文表）の中国語版に基づくものであって、「回回暦」(Huihui Lifa) は文字通り、「イスラームの暦天文体系」を意味している。

## 歴史
西暦1384年頃、明の時に、洪武帝 は、Zij（イスラーム天文表）の中国語への翻訳と編纂を命じた。その仕事は、イスラム教徒の天文学者である馬沙亦黒 (Mashayihei) と、中国の研究官である呉伯宗 (Wu Bozong) によってなされた。
これらの表は「回回暦」（イスラームの暦天文体系）として知られることとなったが、清が1659年に中国 - イスラーム天文学の伝統を公式に見捨てたという事実にもかかわらず、18世紀初頭まで何度も中国で出版された。

## 朝鮮における回回暦の研究

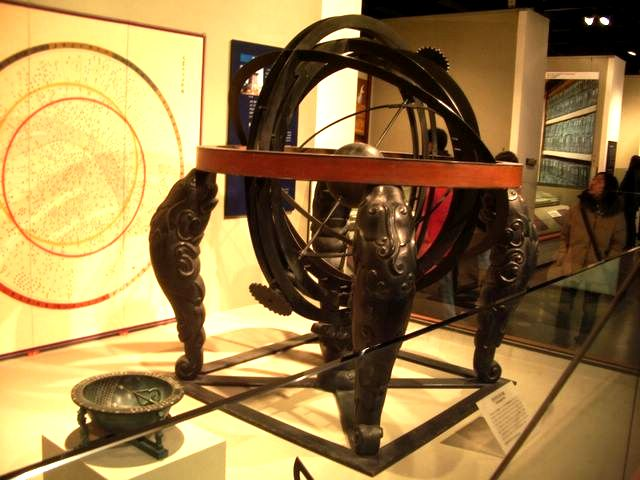
「回回暦」に基づく朝鮮天球儀

朝鮮王朝時代初期、イスラム暦は、既存の中国暦よりも優れた正確性のおかげで、改暦の基礎を兼ねた。回回暦のとある朝鮮語版は、15世紀の世宗治世下、朝鮮王朝下の朝鮮で研究された。朝鮮では、中国 - イスラーム天文学の伝統が、19世紀初頭まで存続した。